# 東寧政事集
《東寧政事集》，季麒光撰，記載其諸羅縣縣令任內的諸多往來公文、告示、審判評語以及信件等等。內容涵蓋當時台灣政治、經濟、軍事、教育、民族關係、土地人民、田賦、稅捐等情況；此外，亦涉及鄭氏王朝時期的官佃制度、通洋興販、高山族贌社制度、鹿皮生產，以及拐賣、賭博、結拜、蔭佃等社會風氣。台灣舊稱「東寧」，故得名。